# Sóc chuột Hopi
Sóc chuột Hopi (Neotamias rufus) là một loài động vật có vú trong họ Sóc, bộ Gặm nhấm. Loài này được Hoffmeister & Ellis mô tả năm 1979.

## Hình ảnh

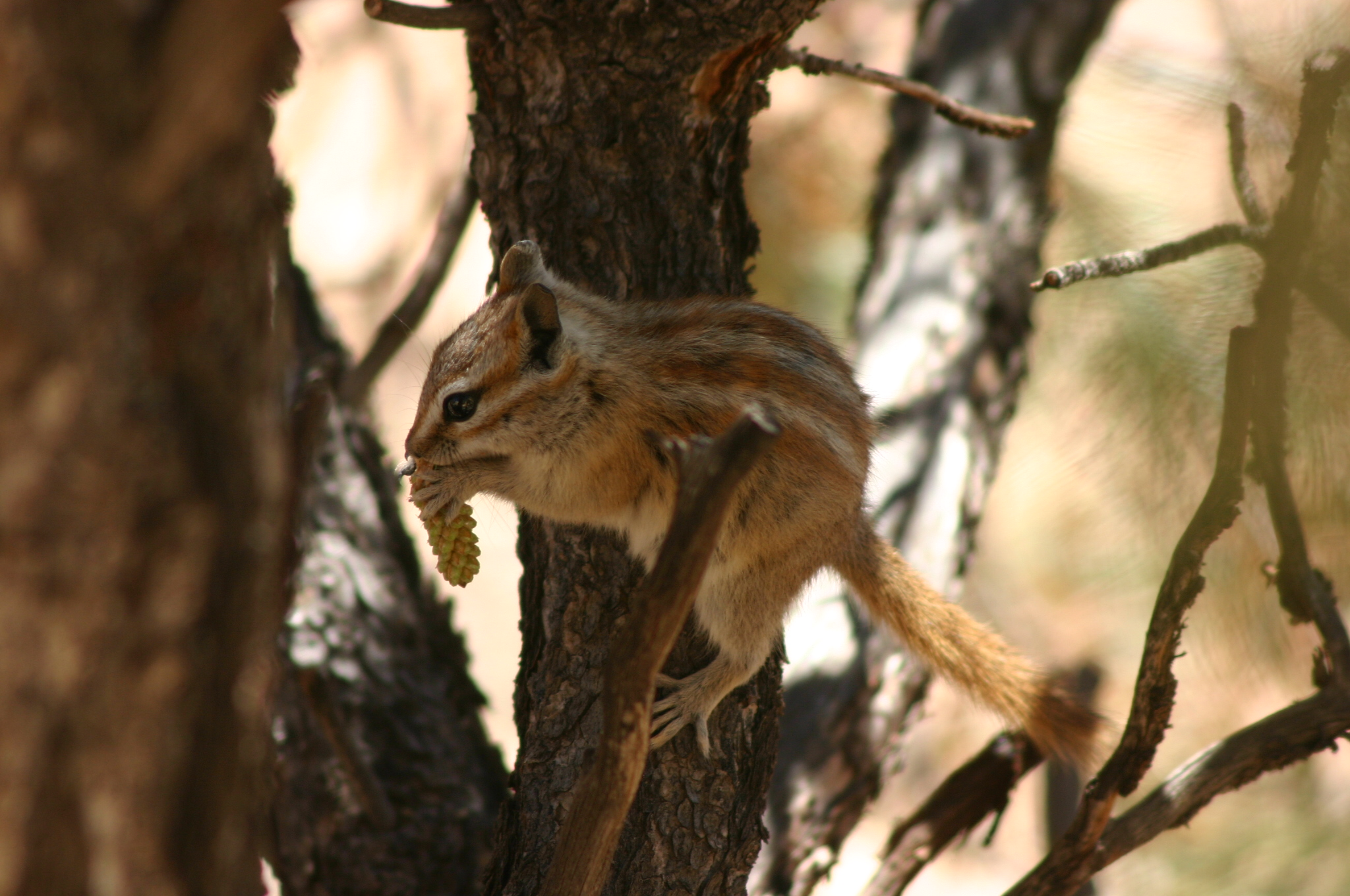